# Världsmästerskapen i orientering 1970
Världsmästerskapen i orientering 1970 hölls den 27-29 september 1970 i Eisenach i det dåvarande Östtyskland.

## Medaljörer

### Herrar

#### Individuellt
1. Stig Berge, Norge 1.49.46
2. Karl John, Schweiz 1.51.07
3. Dieter Hulliger, Schweiz 1.51.46

#### Stafett
1. Norge (Ola Skarholt, Stig Berge, Per Fosser, Åge Hadler) 3.52.00
2. Sverige (Björn Nordin, Karl Johansson, Sture Björk, Bernt Frilén) 4.07.06
3. Tjeckoslovakien (Zdeněk Lenhart, Bohuslav Beránek, Jaroslav Jašek, Svatoslav Galík) 4.07.20

### Damer

#### Individuellt
1. Ingrid Hadler, Norge 1.10.39
2. Ulla Lindkvist, Sverige 1.12.44
3. Kristin Danielsen, Norge 1.13.44

#### Stafett
1. Sverige (Birgitta Larsson, Eivor Steen-Olsson, Ulla Lindkvist)  2.32.39
2. Ungern (Magda Horváth, Ágnes Hegedűs, Sarolta Monspart) 2.37.13
3. Norge (Astrid Rødmyr, Kristin Danielsen, Ingrid Hadler) 2.38.59